# European Adventure Tour
Die European Adventure Tour war die dritte Konzerttournee des britischen Komponisten und Multiinstrumentalisten Mike Oldfield. Sie führte ihn zwischen März und August 1981 durch Europa und mit zwei Shows in Israel erstmals auch in den nahen Osten. Bei dieser Tour stellte Oldfield sein sechstes Studioalbum QE2 (1980) vor.

## Hintergrund
Am 9. März 1981 startete Mike Oldfield in Offenbach am Main den ersten Abschnitt seiner European Adventure Tour, der am 3. April des gleichen Jahres in Rotterdam endete. Für diese Tour stellte Oldfield eine Band zusammen, die mit insgesamt fünf Musikern und einer Sängerin erneut geringer war als bei seinen Auftritten im Vorjahr. Dazu äußerte sich Oldfield später: „Ich entschied mich dazu, dass es sinnvoll wäre, die Band noch ein wenig zu verkleinern, um das Risiko zu vermeiden, auf der Tour Geld zu verlieren. Die Absicht war, dass die Shows mehr als nur einen kleinen Gewinn oder die Gewinnschwelle einbringen und die Tour lohnenswert machen. (...) Dennoch hatte ich in gewisser Weise das Gefühl, dass es nicht ganz das Gleiche war, wie mit einem größeren Ensemble aufzutreten, und das musste ich akzeptieren, als wir insbesondere die längeren Stücke auf der Bühne aufführten.“
Die Tour-Band bestand neben Mike Oldfield (Gitarre, Bass, Vocoder) aus Morris Pert (Schlagzeug, Percussion), Tim Cross (Keyboards, Vocoder), Rick Fenn (Gitarre, Bass), Mike Frye (Schlagzeug, Percussion) und Maggie Reilly (Gesang). Von seinen Musikern war Oldfield so begeistert, dass er gemeinsam mit ihnen sein nächstes Album Five Miles Out (1982) aufnahm.
Als Vorgruppe trat bei den Konzerten die schottische Folk-Band The Battlefield Band auf, deren Musiker Brian McNeil (Violine) und Duncan McGillivray (Dudelsack) später auch Oldfield und seine Band bei deren Zugaben QE2 und Portsmouth als Gastmusiker begleiteten. Aufgrund des großen Erfolgs der Alben QE2 und Platinum in Deutschland gab Oldfield dort insgesamt 24 Konzerte.
Der zweite Abschnitt der Tour begann am 15. Juni 1981 in Helsinki und endete am 9. August des gleichen Jahres in Nottingham. Im Zuge dieser Konzerte nahm Oldfield am 5. Juli 1981 erstmals am berühmten Montreux Jazz Festival teil. Am 28. Juli 1981, dem Vorabend der Hochzeit von Prinzessin Diana und Prinz Charles spielte Oldfield ein Gratiskonzert in London. Zu diesem Anlass komponierte er das Stück The Royal Wedding Anthem, das er bei diesem Konzert live aufführte. Bis heute wurde es zwar nicht offiziell veröffentlicht, jedoch verwendete Oldfield Elemente aus dem Stück für das Lied Taurus II auf seinem nächsten Album Five Miles Out. Mit The Deep Deep Sound wurde ein weiterer späterer Teil von Taurus II (im Medley mit Taurus I) bei diesen Konzerten uraufgeführt (nachzuhören auch auf Live at Montreux 1981.)
Insgesamt war die Tournee sehr erfolgreich und etablierte Mike Oldfield endgültig als gefragten Live-Musiker. Dadurch blieb die Nachfrage nach Oldfield-Konzerten hoch, auch wenn der daraus resultierende Druck Live-Auftritte für Oldfield allmählich weniger reizvoll machten. Oldfield erinnerte sich später: „Ungefähr zu dieser Zeit begann ich Konzerttourneen als eine Tortur zu empfinden. Nach meiner Erfahrung beim Exegesis-Seminar versuchte ich, mit der Plattenfirma zusammenzuarbeiten und das zu tun, was sie von mir erwarteten. Ich arbeitete bis zu sechs bis neun Monaten an meinen Alben, und bereitete sofort eine Tour vor, die im Anschluss an meine nächste Veröffentlichung folgen sollte.“

## Liveaufnahmen
Mike Oldfields Auftritt beim Montreux Festival am 5. Juli 1981 wurde vom Schweizer Fernsehen mitgefilmt und ist als DVD unter dem Titel Live At Montreux 1981 seit 2006 im Handel erhältlich. Aufnahmen des Konzertes in der Essener Grugahalle am 1. April 1981 erschienen später auf den Zusammenstellungen The Complete Mike Oldfield (1985) und der 4-CD-Box Elements (1993), sowie auf der 2012 erschienenen Deluxe Edition von QE2.

## Setlist

### Setlist März - April 1981
- Taurus I
- Sheba
- Mirage
- Platinum (Part 1): Airbourne
- Platinum (Part 2): Platinum
- Platinum (Part 3): Charleston
- Platinum (Part 4): North Star
- Tubular Bells, Part Two
- The Sailor’s Hornpipe
- Conflict
- Ommadawn – Part One
- Tubular Bells, Part One
- QE2
- Portsmouth
- Punkadiddle

### Setlist Juni - August 1981
- Taurus I (incl. „The Deep Deep Sound“ from „Taurus II“)
- Sheba
- Mirage
- Platinum (Part 1): Airbourne
- Platinum (Part 2): Platinum
- Platinum (Part 3): Charleston
- Platinum (Part 4): North Star
- Tubular Bells, Part Two
- The Sailor’s Hornpipe
- Excerpt from „Incantations, Part 3“
- Excerpt from „Incantations, Part 4“
- Conflict
- Ommadawn – Part One
- Tubular Bells, Part One
- Punkadiddle

## Tourdaten
| Nr.                  | Datum          | Stadt                | Land           | Veranstaltungsort                  | Anmerkungen                      |
| Leg 1 – Europa       | Leg 1 – Europa | Leg 1 – Europa       | Leg 1 – Europa | Leg 1 – Europa                     | Leg 1 – Europa                   |
| -------------------- | -------------- | -------------------- | -------------- | ---------------------------------- | -------------------------------- |
| 1                    | 9. März 1981   | Offenbach am Main    | Deutschland    | Stadthalle                         |                                  |
| 2                    | 10. März 1981  | Offenbach am Main    | Deutschland    | Stadthalle                         |                                  |
| 3                    | 11. März 1981  | Eppelheim            | Deutschland    | Rhein-Neckar-Halle                 |                                  |
| 4                    | 12. März 1981  | Mainz                | Deutschland    | Rheingoldhalle                     |                                  |
| 5                    | 14. März 1981  | Lauda-Königshofen    | Deutschland    | Tauberfrankenhalle                 |                                  |
| 6                    | 15. März 1981  | Neunkirchen am Brand | Deutschland    | Hemmerleinhalle                    |                                  |
| 7                    | 16. März 1981  | München              | Deutschland    | Rudi-Sedlmayer-Halle               |                                  |
| 8                    | 17. März 1981  | Ravensburg           | Deutschland    | Oberschwabenhalle                  |                                  |
| 9                    | 18. März 1981  | Karlsruhe            | Deutschland    | Schwarzwaldhalle                   |                                  |
| 10                   | 19. März 1981  | Köln                 | Deutschland    | Sporthalle                         |                                  |
| 11                   | 21. März 1981  | Hamburg              | Deutschland    | CCH                                |                                  |
| 12                   | 22. März 1981  | Kiel                 | Deutschland    | Ostseehalle                        |                                  |
| 13                   | 23. März 1981  | Bremerhaven          | Deutschland    | Stadthalle                         |                                  |
| 14                   | 25. März 1981  | Hannover             | Deutschland    | Eilenriedehalle                    |                                  |
| 15                   | 26. März 1981  | Bremen               | Deutschland    | Stadthalle                         |                                  |
| 16                   | 27. März 1981  | Berlin               | Deutschland    | Deutschlandhalle                   |                                  |
| 17                   | 29. März 1981  | Düsseldorf           | Deutschland    | Philipshalle                       |                                  |
| 18                   | 30. März 1981  | Münster              | Deutschland    | Halle Münsterland                  |                                  |
| 19                   | 31. März 1981  | Siegen               | Deutschland    | Siegerlandhalle                    | 2 shows                          |
| 20                   | 31. März 1981  | Siegen               | Deutschland    | Siegerlandhalle                    | 2 shows                          |
| 21                   | 1. April 1981  | Essen                | Deutschland    | Grugahalle                         |                                  |
| 22                   | 2. April 1981  | Hannover             | Deutschland    | Eilenriedehalle                    |                                  |
| 23                   | 3. April 1981  | Rotterdam            | Niederlande    | De Doelen                          |                                  |
| Leg 2 – Europa/Asien |                |                      |                |                                    |                                  |
| 24                   | 15. Juni 1981  | Helsinki             | Finnland       | Jäähalli                           |                                  |
| 25                   | 17. Juni 1981  | Stockholm            | Schweden       | Gröna Lund                         |                                  |
| 26                   | 18. Juni 1981  | Frederiksberg        | Danemark       | Falkoner Teatret                   |                                  |
| 27                   | 19. Juni 1981  | Drammen              | Norwegen       | Drammenshallen                     |                                  |
| 28                   | 21. Juni 1981  | Brüssel              | Belgien        | Forest National                    |                                  |
| 29                   | 22. Juni 1981  | Nijmegen             | Niederlande    | Concertgebouw de Vereeniging       |                                  |
| 30                   | 23. Juni 1981  | Rotterdam            | Niederlande    | De Doelen                          |                                  |
| 31                   | 24. Juni 1981  | Paris                | Frankreich     | Palais des Sports                  |                                  |
| 32                   | 25. Juni 1981  | Lille                | Frankreich     | Espace Foire                       |                                  |
| 33                   | 26. Juni 1981  | Paris                | Frankreich     | Palais des Sports                  |                                  |
| 34                   | 27. Juni 1981  | Concarneau           | Frankreich     | Centre des Arts                    |                                  |
| 35                   | 28. Juni 1981  | Poitiers             | Frankreich     | Les Arènes du Parc des Expositions |                                  |
| 36                   | 29. Juni 1981  | Lyon                 | Frankreich     | Palais d’Hiver                     |                                  |
| 37                   | 30. Juni 1981  | Straßburg            | Frankreich     | Hall Tivoli                        |                                  |
| 38                   | 1. Juli 1981   | Pétange              | Luxemburg      | Centre Sportif Bim Diederich       |                                  |
| 39                   | 2. Juli 1981   | Freiburg im Breisgau | Deutschland    | Stadthalle                         |                                  |
| 40                   | 3. Juli 1981   | Sindelfingen         | Deutschland    | Messehalle                         |                                  |
| 41                   | 5. Juli 1981   | Montreux             | Schweiz        | Casino de Montreux                 | Montreux Jazz Festival - 2 shows |
| 42                   | 5. Juli 1981   | Montreux             | Schweiz        | Casino de Montreux                 | Montreux Jazz Festival - 2 shows |
| 43                   | 6. Juli 1981   | Mailand              | Italien        | Velodromo Maspes-Vigorelli         |                                  |
| 44                   | 7. Juli 1981   | Jesolo               | Italien        | Unknown Venue                      | Open Air Festival                |
| 45                   | 8. Juli 1981   | Bologna              | Italien        | PalaDozza                          |                                  |
| 46                   | 9. Juli 1981   | Rom                  | Italien        | PalaEUR                            |                                  |
| 47                   | 10. Juli 1981  | Livorno              | Italien        | PalaAllende                        |                                  |
| 48                   | 12. Juli 1981  | Rimini               | Italien        | L’Altro Mondo                      |                                  |
| 49                   | 13. Juli 1981  | Tel Aviv-Jaffa       | Israel         | Fredric R. Mann Auditorium         |                                  |
| 50                   | 14. Juli 1981  | Tel Aviv-Jaffa       | Israel         | Fredric R. Mann Auditorium         |                                  |
| 51                   | 16. Juli 1981  | Athen                | Griechenland   | Théatro Lykavittoú                 |                                  |
| 52                   | 17. Juli 1981  | Athen                | Griechenland   | Théatro Lykavittoú                 |                                  |
| 53                   | 20. Juli 1981  | Wien                 | Osterreich     | Stadthalle                         |                                  |
| 54                   | 28. Juli 1981  | London               | England        | Guildhall Yard                     | The Royal Wedding Concert        |
| 55                   | 30. Juli 1981  | London               | England        | Rainbow Theatre                    |                                  |
| 56                   | 9. August 1981 | Nottingham           | England        | Theatre Royal                      |                                  |

## Band
- Mike Oldfield – Gitarre, Bass, Vocoder
- Morris Pert – Schlagzeug, Percussion
- Tim Cross – Keyboard, Vocoder
- Rick Fenn – Gitarre, Bass, Percussion
- Mike Frye – Schlagzeug, Percussion
- Maggie Reilly – Gesang